# Danneggiamento informatico
Il danneggiamento informatico è un reato che in Italia è regolato dall'articolo 635 bis del codice penale, che lo ha introdotto dall'articolo 9 della legge 23 dicembre 1993, n. 547.

## Portata normativa
Nel reato di danneggiamento informatico rientra l'attività di chi distrugge, deteriora o rende inservibili sistemi informatici o telematici altrui, indipendentemente se ciò avvenga per trarre profitto o semplicemente per "vandalismo informatico".
È prevista una figura aggravata di reato se ricorrono le circostanze previste dal secondo comma dell'art. 635 per il danneggiamento, oppure con l'abuso della qualità di operatore del sistema.

### Procedibilità a querela di parte
Come per il danneggiamento previsto e punito dall'art 635 c.p., è necessaria la querela della persona offesa.

## Testo dell'art 635 bis
(Danneggiamento di informazioni, dati e programmi informatici). - Salvo che il fatto costituisca più grave reato, chiunque distrugge, deteriora, cancella, altera o sopprime informazioni, dati o programmi informatici altrui è punito, a querela della persona offesa, con la reclusione da sei mesi a tre anni. 
Se il fatto è commesso con violenza alla persona o con minaccia ovvero con abuso della qualità di operatore del sistema, la pena è della reclusione da uno a quattro anni.".
La disposizione è stata novellata dalla legge 18 marzo 2008 n. 48, recante la ratifica ed esecuzione della Convenzione del Consiglio d'Europa sulla criminalità informatica, fatta a Budapest il 23 novembre 2001, e norme di adeguamento dell'ordinamento interno, e più recentemente dall’art. 2, comma 1, lett. m), D.Lgs. 15 gennaio 2016, n. 7, che ha modificato il secondo comma.
Il testo precedentemente in vigore (sino al 4 aprile 2008) era il seguente:
(Danneggiamento di sistemi informatici e telematici). Chiunque distrugge, deteriora o rende, in tutto o in parte, inservibili sistemi informatici o telematici altrui, ovvero programmi, informazioni o dati altrui, è punito, salvo che il fatto costituisca più grave reato, con la reclusione da sei mesi a tre anni. 
Se ricorre una o più delle circostanze di cui al secondo comma dell'articolo 635, ovvero se il fatto è commesso con abuso della qualità di operatore del sistema, la pena è della reclusione da uno a quattro anni".

## Storia della norma
Il legislatore italiano si era mosso sulla base delle indicazioni del Consiglio d'Europa che aveva costituito nel 1985 un Comitato ristretto di esperti che era incaricato di redigere un elenco di fattispecie che dovevano trovare punizione in tutti gli ordinamenti giuridici ed un elenco di ulteriori fattispecie che avrebbero dovuto trovare punizione solo a discrezione delle singole nazioni.
In Italia, su iniziativa del ministro Giuliano Vassalli, venne poi istituita una commissione italiana con il compito di "elaborare un progetto contenente le linee di una riforma del diritto penale diretta a far fronte alle nuove realtà informatiche". La Commissione raccolse le opinioni di soggetti pubblici e privati del settore informatico. 
Dal punto di vista della tecnica legislativa uno dei principi cardine è stato il divieto di analogia in materia penale. 
Per quel che riguarda il danneggiamento dei sistemi informatici questi "...trovavano collocazione, sebbene la disciplina meritasse di essere integrata e adattata alle particolarità dei fatti stessi, nell'ambito delle norme penali esistenti; risultavano, così, utilizzabili sia l'art. 635 che l'art. 420 c.p"  Tuttavia le norme già esistenti tutelavano chiaramente quando il danneggiamento coinvolgeva anche beni materiali, molto meno quando riguardava dati o beni immateriali.

## Ipiù gravi reati
L'art. 635 bis prevede espressamente che la sua applicazione non avvenga quando fattispecie simili costituiscono più gravi reati.
Viene, infatti considerato reato autonomo quello previsto e punito dall'art 420 c.p.
Attentato a impianti di pubblica utilità
Chiunque commette un fatto diretto a danneggiare o distruggere impianti di pubblica utilità, è punito, salvo che il fatto costituisca più grave reato, con la reclusione da uno a quattro anni.
(Il secondo e terzo comma che recitavano. “La pena di cui al primo comma si applica anche a chi commette un fatto diretto a danneggiare o distruggere sistemi informatici o telematici di pubblica utilità, ovvero dati, informazioni o programmi in essi contenuti o ad essi pertinenti. Se dal fatto deriva la distruzione o il danneggiamento dell'impianto o del sistema, dei dati, delle informazioni o dei programmi ovvero l'interruzione anche parziale del funzionamento dell'impianto o del sistema la pena è della reclusione da tre a otto anni.” sono stati abrogati dall’art. 6 della L. 18 marzo 2008, n. 48).